# Nohèdes
Nohèdes en francés y oficialmente, Noedes en catalán, es una localidad  y comuna francesa, situada en el departamento de Pirineos Orientales en la región de Languedoc-Rosellón y comarca histórica del Conflent.
A sus habitantes se les conoce por el gentilicio de nohèdois en francés o noedí, noedaire o noedès,
noedina, noedaira o noedesa en catalán.

## Demografía
| 14 | 21 | 23 | 26 | 55 | 62 |
| Para los censos de 1962 a 1999 la población legal corresponde a la población sin duplicidades (Fuente: INSEE [Consultar]) |    |    |    |    |    |